# Католицизм в Мексике
 Католицизм в Мексике  или  Католическая церковь в Мексике  является частью всемирной Католической церкви. Централизованным органом Католической церкви в Мексике является Конференция католических епископов Мексики. Численность католиков в Мексике составляет около 102 000 000 человек (91 % от общей численности населения).

## История
Первые католические миссионеры из ордена францисканцев прибывали на территорию Мексики вместе с испанскими исследователями и конкистадорами в августе 1523 года. Первая мексиканская епархия Кароленсе, входившая в архиепархию Севильи, была образована Римским папой Львом X в 1517 году. Первым епископом Мехико стал францисканец Хуан де Сумаррага, основавший первую типографию в Америке, первый университет на континенте Санта-Крус де Тлателолько и Папский университет Мексики, который был торжественно открыт 21 сентября 1551 года.
В 1531 году индейцу Хуану Диего явилась икона Гваделупской Богородицы, явление которой ускорило обращение индейцев в католицизм.
В истории евангелизации начального колониального периода значительную роль сыграли иезуиты, основавшие миссии Рио Яки, Рио-Майя и Римеро в северной части страны. Иезуиты прибыли в Мексику в 1572 году. В течение своей деятельности они основали в Мексике многочисленные католические учебные заведения. В 1767 году иезуиты покинули Мексику и многие основанные ими миссии на севере Мексики пришли в запустение. В это время среди миссионеров выделялся итальянский священник Эусебио Франческо Кино, называемый сегодня как Падре Кино.
К середине XVII века центр страны, где в основном проживали индейцы был полностью христианизирован. Евангелизация местного индейского населения продолжалась и в XVIII веке. В это время в Мексике уже было около 350 католических монастырей и более двух тысяч священников из различных монашеских орденов. В XVIII веке министры мексиканского правительства получили от короля Карла III право назначать на епископскую кафедру политически лояльных епископов, что в дальнейшем сказалось на отношение простого населения к церковной власти.
В начале XIX века в Мексике начала ослабевать испанская власть. Оккупация Наполеоном I (1808—1814 гг.) спровоцировала в стране борьбу за независимость. Антииспанское восстание, возглавляемое католическим священником Мигелем Идальго, проходило под лозунгом освобождения от власти «гачупинос» (европейские испанцы). Епископы осудили восставших и отлучили руководителей восстания от церкви, однако восстание продолжалось и вылилось постепенно в войну за независимость (1810—1821). 28.09.1821 года Мексика объявила о своей независимости, после чего прекратилась практика патроната государства над церковью. Католицизм был объявлен государственной религией, однако положение Католической церкви в это время было неустойчивым. Многие епископы, не принявшие новых порядков, после объявления независимости выехали в Европу. В 1836 году Святой Престол признал государственную независимость Мексики.
В 1857 году к власти пришли республиканцы, которые приняли Конституцию, отделившую религию от государства. Часть населения отказалась принять новую Конституцию и в стране вспыхнула гражданская война (1857—1867 гг.), во время которой Католическая церковь понесла значительный ущерб. В это время в стране были запрещены деятельность монашеских орденов, преподавание религии в школе. В 1884 году президент Порфирио Диас установил жесткий режим, направленный против либеральных идей, во время которого Католическая церковь смогла вернуть некоторые позиции в мексиканском обществе.

## Мексиканская революция
В 1911 году был свергнут режим Порфирио Диаса и к власти пришёл президент Франсиско Мадеро, который благосклонно относился к Католической церкви. В 1913 году президент Франсиско Мадеро был убит, после чего последовала социальная революция 1913—1920 гг. В это время известный политический мексиканский деятель Венустиано Карранса призвал конституционально осудить вмешательство церкви в государственные дела. 1 мая 1915 года Венустиано Карранса стал президентом. Его сторонники считали, что церковь подстрекала народ против нового президента, вследствие чего в стране начались массовые репрессии против католического духовенства. В 1915 году в Мексике было убито более 160 священников. В знак протеста католические епископы Мексики приказали священникам прекратить богослужения в храмах.

### Конституция 1917 года
После того, как Венустиано Карранс взял контроль над территорией всей страны, он способствовал принятию новой антиклерикальной Конституции, которая значительно уменьшала влияние Католической церкви на мексиканское общество. Новая Конституция 1917 года ввела антиклерикальные статьи:
- Обязательное светское образование в школах (ст. 3);
- Запрет деятельности монашеских орденов (ст.5);
- Запрет религиозной деятельности вне церковных зданий (ст. 24);
- Церковное имущество было объявлено государственной собственностью (ст. 27);
- Духовенство было лишено права голоса и права участвовать в политической жизни общества (ст. 130).

### Последствия принятия Конституции 1917 года
В 1926 году президент Плутарко Элиас Кальес издал так называемый «Закон Кальеса», который стал предпосылкой 130-й статьи Конституции. В ответ на это мексиканские иерархи Католической церкви призвали к ненасильственным акциям неповиновения. Церковью было собрано около 2 миллионов подписей против принятия этого закона. Государство ответило полным запретом общественного богослужения. С 1 августа 1926 года были запрещены на территории всей Мексики незарегистрированные богослужения.

### Восстание Кристерос
Недовольство жестокими антицерковными правительственными действиями вызвало восстание, которое называется «Война кристерос». Конфликт между государством и восставшими католиками длился три года (1926—1929 гг.). В 1927 году в рядах восставших находилось около 20 тысяч человек, количество которых в дальнейшем возросло до 50 тысяч. Попытки подавить восстание не удавались. В 1929 году восставшие захватили большую часть юга страны. 21 июня 1929 года между мексиканским правительством и восставшими было подписано соглашение «Arreglos», которое предусматривало прекращение огня.
В 1940 году к власти пришёл президент Мануэль Авила, который прекратил преследование Католической церкви в Мексике. Не меняя Конституцию 1917 года, он начал политику примирения с церковью.
Во время «Войны кристерос» в Мексике приняли мученическую смерть множество католиков. В 1988 году Римский папа Иоанн Павел II беатифицировал иезуита Мигеля Про, который был казнён по обвинению в совершении террористического акта. В 2000 году Иоанн Павел II причислил к лику святых 25 мексиканских мучеников.

### Энциклики Римского папы Пия XI
Антиклерикальные действия мексиканского правительства вызвали резкую реакцию Ватикана.
18 ноября 1926 года Римский папа Пий XI в энциклике «Iniquis Afflictisque» осудил действия мексиканского правительства, назвав их деятельность плодами «гордости и безумия». 29 сентября Пий XI выпустил энциклику «Acerba Animi», которая своим содержанием повторяла предыдущий документ. Тем не менее положение католической церкви в Мексике в 1926—1936 годах было тяжелым. В 1935 году во всей Мексике было только 308 зарегистрированных властями католических священников, причем в 17 штатах не было ни одного представителя католического духовенства.
В последние годы понтификата Пия XI отношения между Святым Престолом и Мексикой несколько улучшились. С сентября 1936 года в Мексике после 10-летнего перерыва стали открываться церкви. Несмотря на это, мексиканское законодательство ограничивало деятельность католического духовенства. Например, законы штата Веракрус вводили квоты на служение одного католического священника на сто тысяч жителей, одним из условий законного служения был гражданский брак священника. 28 марта 1937 года Пий XI написал третью энциклику «Firmissimam Constantiam», в которой призывал верующих сосредотачивать свою религиозную практику в семейных условиях. Энциклика сравнивает положение церкви в Мексике с ситуацией в СССР того времени.

## Современное состояние
Деятельность Католической церкви в Мексике во второй половине XX века характеризуется социальной и политической активностью. Деятели католицизма обращали своё внимание на борьбу с наркотиками. 24 мая 1993 года епископ Гвадалахары кардинал Хуан Хесус Посадас Окампо был убит в международном аэропорту Гвадалахары. Позже было установлено, что убийство было связано с борьбой с наркотическим картелем.
В 1979 году Мексику впервые посетил с пастырским визитом Римский папа Иоанн Павел II.
В 1988 году президент Карлос Салинас объявил о начале политической модернизации, которая включала в себя и улучшение отношений с Католической церковью. В 1990 году он лично приветствовал в аэропорту Иоанна Павла II, прибывшего в Мексику со вторым визитом. Президентским указом от 28.01.1992 года были изменены статьи Конституции, ограничивавшие свободу вероисповедания. 21.09.1992 года были установлены дипломатические отношения между Ватиканом и Мексикой.
В октябре 1992 и январе 1999 года Иоанн Павел II совершил свои третью и четвёртую поездки в Мексику.
В XXI веке Католическая церковь в Мексике обращает своё внимание на распространение различных сект в стране, экономические трудности рабочих, проблемы этнической и внутренней эмиграции.

## Церковная структура
В Мексике в настоящее время действуют 18 митрополий, 66 епархий, 5 территориальных прелатур, 6264 приходов латинского обряда, 132 епископа, 13700 священников и 36000 членов различных женских и мужских монашеских конгрегаций. В Мексике также действуют одна епархия Маронитской католической церкви, одна епархия Мелькитской католической церкви, Апостольский экзархат Армянской католической церкви.

### Митрополии Римско-Католической церкви
- Архиепархия Акапулько;
- Архиепархия Леона;
- Архиепархия Гвадалахары;
- Архиепархия Дуранго;
- Архиепархия Тулансинго;
- Архиепархия Мехико;
- Архиепархия Монтеррея;
- Архиепархия Морелии;
- Архиепархия Тихуаны;
- Архиепархия Антекера;
- Архиепархия Пуэблы;
- Архиепархия Сан-Луис-Потоси;
- Архиепархия Тлальнепантлы;
- Архиепархия Халапы;
- Архиепархия Чиуауа;
- Архиепархия Тустла-Гутьересса;
- Архиепархия Эрмосильо;
- Архиепархия Юкатана.

### ЕпархииВосточных Католических церквей
- Епархия Пресвятой Девы Марии Ливанских Мучеников в Мехико
- Епархия Пресвятой Девы Марии в Мехико
- Экзархат Латинской Америки и Мексики

## Источник
- Католическая Энциклопедия, изд. «Научная книга», изд. Францисканцев, М., 2007, стр. 291—298, ISBN 978-5-91393-016-3
- История Католической церкви в Мексике (исп.)